# Wadenbrunn
Wadenbrunn ist ein Gemeindeteil der Gemeinde Kolitzheim im unterfränkischen Landkreis Schweinfurt in Bayern. Der Weiler liegt in der Gemarkung Kolitzheim.

## Geografische Lage
Wadenbrunn liegt im äußersten Süden des Kolitzheimer Gemeindegebietes. Nördlich befindet sich Kolitzheim und im Nordosten Herlheim. Im Südosten liegt Zeilitzheim, ebenfalls ein Kolitzheimer Gemeindeteil. Im Süden beginnt der Landkreis Kitzingen, die Volkacher Gemeindeteile Gaibach und Stettenmühle liegen Wadenbrunn am nächsten. Im Westen befindet sich der Volkacher Gemeindeteil Öttershausen. Die Wadenbrunner Straße in Kolitzheim wurde nach dem Gemeindeteil benannt.

## Geschichte
Der Ursprung der Ansiedlung Wadenbrunn liegt im Dunkeln, der ursprüngliche Name „Batchenbrunn“ weist auf einen Grundherren namens Baticho hin. Erst im Jahr 1245 tauchte das Dorf Wadenbrunn als „Batchesbrunnen“ erstmals in den Quellen auf. Der Würzburger Bischof Hermann I. von Lobdeburg erwarb den Ort vom Vogt Conrad von Speckfeld zurück. Im 14. Jahrhundert gelangte die Vogtei an Friedrich von Spiesheim und seinen Schwiegersohn Otto von Heidingsfeld.
Nach weiteren Herrschaftswechseln, unter anderen hatten die Zollner von der Hallburg und der Burgmann Konrad Saueracker die Vogtei inne, erwarb 1448 die Gotteshauspflege des Kirchbergs in Volkach das Hofgut. Der Ankauf löste einige Auseinandersetzungen mit dem fürstbischöflichen Amt Klingenberg aus, zu dem Wadenbrunn weiterhin gehörte. Erst im Jahr 1667 bestimmte ein Schiedsspruch des Würzburger Fürstbischofs: „(...) die Vogtei (...) gehöre dem Stadtrat zu Volkach (...)“.
Im Jahr 1830 bestand „Wadenhausen“, damals im Landgericht Volkach, aus 13 Wohnhäusern, in denen 14 Familien, insgesamt 84 Personen, lebten. Im Jahr 1861 wurde das schrumpfende Gut von der Mainzer Familie von Krätzer erworben. Zu diesem Zeitpunkt sind lediglich neun Familien in Wadenbrunn nachgewiesen. Die Familie ließ Wadenbrunn als Hofgut umbauen. 1872 folgte die Herrschaft Schönborn als Eigentümer. Zeitweise wurde Wadenbrunn vom Gutshof Gaibach aus mitverwaltet.